# Rhyl Football Club
Il Rhyl Football Club, meglio noto come Rhyl, fu una società calcistica gallese con sede nella città di Rhyl.
La squadra fu fondata nel 1898 e disputava le sue partite casalinghe al Corbett Sports Stadium di Rhyl.

## Storia
Fondata nel 1898, la squadra è sempre stata inserita nel sistema piramidale inglese finché nel 1993 ha scelto di entrare nel nuovo sistema piramidale gallese.
Nel corso degli anni il club ha prodotto giocatori di ottimo livello: Graham Williams (West Bromwich Albion), Barry Horne (Everton), Andy Jones (Charlton Athletic), Andy Holden (Oldham Athletic) e più di recente Lee Trundle, che ha giocato per Swansea City e Bristol City.
Nella stagione 2003-04, il club vince la Premier League gallese, qualificandosi per il primo turno di qualificazione di Champions League (pur perdendo in totale 7-1).
Il club partecipa alla Coppa Intertoto 2008, ma viene sconfitto al primo turno dagli irlandesi del Bohemians per 9-3 in totale.
Alla fine della stagione 2009-10 la squadra, pur essendo arrivata sesta in campionato, è retrocessa in Cymru Alliance per problemi finanziari.
Nella stagione 2012-13 vince la Cymru Alliance e, avendo ottenuto dalla FAW la licenza, conquista la promozione nella Welsh Premier League 2013-2014.

## Palmarès

### Competizioni nazionali
- Campionato gallese: 2

2003-2004, 2008-2009
- Cymru Alliance: 2

1993-1994, 2012-2013
- Welsh Cup: 4

1951-1952, 1952-1953, 2003-2004, 2005-2006
- Welsh League Cup: 2

2002-2003, 2003-2004

### Competizioni regionali
- Cheshire County League: 3

1947–1948, 1950–1951, 1971–1972

### Altri piazzamenti
- Campionato gallese:

Secondo posto: 2004-2005, 2006-2007
Terzo posto: 2005-2006, 2007-2008
- Coppa del Galles:

Finalista: 1926-1927, 1929-1930, 1936-1937, 1992-1993
Semifinalista: 1883-1884, 1928-1929, 1931-1932, 1935-1936, 1937-1938, 1948-1949, 1952-1953, 1971-1972, 2007-2008, 2014-2015
- Welsh League Cup:

Finalista: 2004-2005, 2006-2007, 2007-2008, 2009-2010
- FAW Premier Cup:

Finalista: 2003-2004
Semifinalista: 2002-2003
- Cymru Alliance:

Secondo posto: 2010-2011, 2011-2012
Terzo posto: 1992-1993

## Statistiche e record

### Statistiche nelle competizioni UEFA
Tabella aggiornata alla fine della stagione 2018-2019.
| Competizione                  | Partecipazioni | G | V | N | P | RF | RS |
| ----------------------------- | -------------- | - | - | - | - | -- | -- |
| UEFA Champions League         | 2              | 4 | 0 | 0 | 4 | 1  | 19 |
| Coppa UEFA/UEFA Europa League | 3              | 8 | 2 | 1 | 5 | 9  | 12 |
| Coppa Intertoto               | 1              | 2 | 0 | 0 | 2 | 3  | 9  |

## Rosa 2014-2015
| N. |                        | Ruolo | Calciatore       |
| -- | ---------------------- | ----- | ---------------- |
| 1  | Galles (bandiera)      | P     | Alex Ramsey      |
| 2  | Galles (bandiera)      | D     | Matthew Woodward |
| 3  | Inghilterra (bandiera) | D     | Liam Benson      |
| 4  | Inghilterra (bandiera) | C     | Paul O'Neill     |
| 5  | Galles (bandiera)      | D     | Stefan Halewood  |
| 6  | Inghilterra (bandiera) | D     | Mark Powell      |
| 7  | Inghilterra (bandiera) | C     | Liam Dawson      |
| 8  | Inghilterra (bandiera) | C     | Paul McManus     |
| 9  | Inghilterra (bandiera) | A     | Aaron Bowen      |
| 11 | Inghilterra (bandiera) | C     | Tom Rowlands     |
| 14 | Inghilterra (bandiera) | D     | Ryan Astles      |
| 15 | Galles (bandiera)      | D     | Gerwyn Jones     |
| 16 | Galles (bandiera)      | C     | Levi Mackin      |
| 19 | Inghilterra (bandiera) | A     | Ashley Stott     |

| N. |                        | Ruolo | Calciatore       |
| -- | ---------------------- | ----- | ---------------- |
| 20 | Inghilterra (bandiera) | D     | Gregory Strong   |
| 23 | Inghilterra (bandiera) | A     | Carlos Roca      |
| 24 | Inghilterra (bandiera) | D     | John McKenna     |
| 25 | Galles (bandiera)      | C     | Mark Cadwallader |
| 27 | Galles (bandiera)      | D     | David Thompson   |
| 28 | Galles (bandiera)      | D     | Danny Jarrett    |
| 32 | Galles (bandiera)      | A     | Jack Kenny       |
| 34 | Galles (bandiera)      | C     | Mike Walsh       |
| 40 | Inghilterra (bandiera) | P     | Mike Askew       |
|    | Inghilterra (bandiera) | C     | Danny Gosset     |
|    | Galles (bandiera)      | D     | James Brewerton  |
|    | Galles (bandiera)      | C     | Robert Hughes    |
|    | Inghilterra (bandiera) | A     | Carl Lamb        |
|    | Inghilterra (bandiera) | C     | Regan Carthey    |

## Rosa 2009-2010
| N. |                               | Ruolo | Calciatore     |
| -- | ----------------------------- | ----- | -------------- |
|    | Galles (bandiera)             | P     | James Coates   |
|    | Galles (bandiera)             | P     | Paul Pritchard |
|    | Inghilterra (bandiera)        | D     | George Horan   |
|    | Inghilterra (bandiera)        | D     | Phil Doran     |
|    | Inghilterra (bandiera)        | D     | Martyn Naylor  |
|    | Inghilterra (bandiera)        | D     | Greg Stones    |
|    | Inghilterra (bandiera)        | D     | Greg Strong    |
|    | Inghilterra (bandiera)        | D     | Shaun Dowling  |
|    | Papua Nuova Guinea (bandiera) | C     | Samuel Heenan  |
|    | Galles (bandiera)             | C     | John Leah      |

| N. |                        | Ruolo | Calciatore                                      |
| -- | ---------------------- | ----- | ----------------------------------------------- |
|    | Inghilterra (bandiera) | C     | Luke Holden                                     |
|    | Galles (bandiera)      | C     | Gareth Owen                                     |
|    | Inghilterra (bandiera) | C     | Paul Smith                                      |
|    | Inghilterra (bandiera) | C     | Mark Connolly                                   |
|    | Inghilterra (bandiera) | C     | Tyrone Kirk (in prestito dal Macclesfield Town) |
|    | Inghilterra (bandiera) | C     | Chris Williams                                  |
|    | Inghilterra (bandiera) | A     | Lee Hunt                                        |
|    | Galles (bandiera)      | A     | Matthew Williams                                |
|    | Galles (bandiera)      | A     | Dave Cameron                                    |